# Байон (САЩ)
Байон (на английски: Bayonne) е град в окръг Хъдсън, Ню Джърси, Съединени американски щати. Намира се на 10 km югозападно от центъра на Ню Йорк. Населението му е 67 186 души (по приблизителна оценка от 2017 г.).
В Байон е роден писателят Джордж Р. Р. Мартин (р. 1948).